# Carel Julius Becht
Carel Julius Becht (Den Haag, 2 maart 1826 – aldaar, 28 maart 1902) was een Nederlands klarinettist.
Hij is een door instrumentmaker Carel Julius Becht erkend kind van Wilhelmina Leschot. Zijn oom Jan Frederik Becht was instrumentmaker en hoboïst, een andere oom Hermanus Becht speelde bazuin, beiden in de Hofkapel. Hijzelf trouwde in 1854 met Sophia Henriëtte Henrich.
Hij was een leerling van Johann Philipp Faubel, klarinettist in de Koninklijke Hofkapel en docent aan het conservatorium aldaar. Al op elfjarige leeftijd was hij op de podia te vinden, waarbij diverse kranten hem bestempelde als klarinetvirtuoos. Het concert vond plaats in de zaak Toon- en Zanglust te Amsterdam, waarbij hij een klarinetconcert van Peter Joseph von Lindpainter uitvoerde. Ook een uitvoering van het eerste klarinetconcert van Louis Spohr baarde opzien. Hij speelde gedurende lange tijd bij de Fransche Opera in Den Haag, waarbij talloze concerten plaatsvonden in Diligentia. Vanaf 1847 speelde hij enige tijd bij het orkest van het Grande Theâtre in Versailles (als eerste klarinettist).
Hij werd leraar aan het instituut van zijn opleiding, was kapelmeester bij de plaatselijke schutterij en het harmonieorkest gedistilleerd uit het orkest van de Franse Opera. Hij beval de "nieuwe" klarinettypen aan, die gemaakt waren door Gerhard Hanken (1869).